# Finsterbergen
Finsterbergen ist ein Ortsteil der Stadt Friedrichroda im thüringischen Landkreis Gotha am Nordhang des Thüringer Waldes. Der staatlich anerkannte heilklimatische Kurort hat etwa 1350 Einwohner und eine Fläche von 7,5 km².

## Geschichte
Erstmals urkundlich erwähnt wurde Finsterbergen im Jahr 1141 als Vorwerk des Klosters Reinhardsbrunn. Der Ort entstand als Siedlungskern um den Dorfteich. Nachfahren der ersten Siedler sind in den heute stark vertretenen Namen wie Oschmann, Faulstich, Frank, Gessert, Hildebrandt, Pfauch und Ortlepp zu vermuten. Finsterbergen gehörte zum Herrschaftsbereich des Grafen Ludwig des Bärtigen, der auf der Schauenburg bei Friedrichroda residierte. Im Jahre 1114 kaufte das im Jahre 1086 gegründete Kloster Reinhardsbrunn große Teile Landes aus dem Besitz Ludwigs für 40 Mark Silber. Damit wurde Finsterbergen ein Klosterdorf.
Seit dem 15. Jahrhundert erfuhr der Kupfererz- und Silberbergbau im Thüringer Wald eine starke Förderung durch die wettinischen Landesherren. Systematisch wurde selbst in Schluchten und entlegenen Bergtälern nach Erzadern „gemutet“. Auch im Quellgebiet der Leina, unweit des Brandleiteteiches kann ein solcher Bergwerksversuch bestätigt werden. Das Bergwerk umfasste zwei heute verschüttete Stollen, davon kaum 200 Meter entfernt am Bachufer ein mit hölzernen Wasserrädern betriebenes Pochwerk zum Zerkleinern der Erze sowie diesem unmittelbar benachbart ein zugehöriger Schmelzofen mit Schlackenhalde sowie Wassergräben und Stauteiche zum Antrieb der Wasserräder.
Im Zuge des Bauernkriegs 1525 erhoben sich die Bauern gegen die Klöster und zerstörten unter anderen auch das Kloster Reinhardsbrunn. Herzog Johann der Beständige erklärte das Vermögen des zerstörten Klosters für fürstliches Eigentum, gründete Rentämter und baute eine neue Verwaltung in den Gebieten auf. Finsterbergen gehörte seitdem zum landesherrschaftlichen Amt Reinhardsbrunn, welches ab 1640 zum Herzogtum Sachsen-Gotha, ab 1672 zum Herzogtum Sachsen-Gotha-Altenburg und ab 1826 zum Herzogtum Sachsen-Coburg und Gotha gehörte.
Während des Dreißigjährigen Krieges kam es nur einmal zu Plünderungen im Ort, 1647 fand ein Einfall von 400 schwedischen Reitern statt, die den auf 55 Hofstellen angewachsenen Ort heimsuchten. Der Krieg hatte auch die Zunahme von Wölfen und anderen Raubtieren zur Folge, die den Herden der Finsterberger Bauern gefährlich werden konnten. In mehreren Treibjagden gelang fast die Ausrottung der Wölfe, Bären und Luchse im Umkreis von Finsterbergen.
Die barocke Dreifaltigkeits-Kirche stammt aus dem 17. Jahrhundert. Seit 1926 existiert in Finsterbergen eine eigenständige evangelische Kirchengemeinde, sie war zuvor mit Altenbergen verbunden.
Teile der Waldungen um Finsterbergen gehörten seit dem Spätmittelalter bis 1945 zum Waldbesitz von sieben Dörfern aus dem nördlichen Vorland des Thüringer Waldes – Grundlage war die „Freiwaldgerechtigkeit“. Im 19. Jahrhundert führte die Gemeinde Finsterbergen langjährige Prozesse gegen die herzogliche Verwaltung, um die kostenlose Nutzung und Betretung der Wälder zu bewahren. Auch ein Wildschaden-Prozess wurde geführt und gewonnen, als Entschädigung gelangten umfangreiche Acker- und Weideflächen in den Besitz des Dorfes.
Bei den Reichstagswahlen des Jahres 1877 wurden in Finsterbergen 56 der 131 möglichen Wahlstimmen für die Sozialdemokratische Arbeiterpartei abgegeben. Politisch organisierte Vereine entstanden neben Sport- und Musikvereinen. 1889 entstand als Hilfsverein die Finsterbergener Spar- und Darlehenskasse für Arbeiter und Bedürftige.

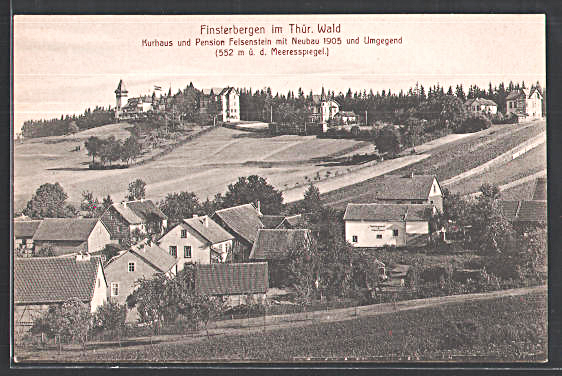
Ortsansicht mit erstem Kurhaus (1906)

Dem für das Gemeinwohl gegründeten Verschönerungsverein Finsterbergens verdankt die Gemeinde die Schaffung zahlreicher Aussichtspunkte, Schutzhütten, Wanderwege und Sehenswürdigkeiten im Ortsbild. Im Sommer 1888 begrüßte der Ort die ersten Feriengäste. Im Jahr 1894 zählte man 300 Gäste, im Jahr 1900 rund 1500 Gäste und 1913 etwa 4000 Gäste, die sich meist eine Woche im Ort aufhielten. Zur Unterbringung der Kurgäste wurde vom Wirt des Gasthauses Zur Tanne das Berghotel errichtet.
In den letzten Jahren der Weimarer Republik trafen sich hier evangelische Pfarrer, die in Opposition zur deutsch-christlichen Bewegung in der Thüringer Kirche standen und gründeten den Finsterbergener Arbeitskreis, der später im Wittenberger Bund aufging und sich der Bekennenden Kirche anschloss.
Ab 1934 war das Haus „Felsenstein“ Sitz des Landesbauernrates Thüringen, einer Unterorganisation des Reichsbauernrates innerhalb des Reichsnährstandes. Eigentümerin war die Stiftung „Thüringer Bauerndank Finsterbergen“. Hier fanden mindestens sechs Landesbauerntage (bis Dezember 1938) unter dem Vorsitz des Landesbauernführers Rudi Peuckert und des Geschäftsführers des Landesbauernrates Fritz Gareiß statt, sowie vom 27. Februar bis 1. März 1939 die Tagung der Sprecher, der Vorsitzenden der Ehrenräte und der Geschäftsführer aller deutschen Landesbauernräte.
Während des Zweiten Weltkrieges mussten zehn Kriegsgefangene aus Frankreich und Belgien im Sägewerk Frank und bei Firma Gessert und Serben bei der Firma Rodius Schmedding & Co. Zwangsarbeit leisten. Zwölf Zwangsarbeiter aus Polen und der Sowjetunion wurden im Sägewerk und im Fuhrgeschäft Heinrich Oschmann & Söhne eingesetzt.
In einem Waldstück nahe dem Vierpfennighaus, im Gebiet der Birkenheide, erinnert ein Massengrab an 15 Wehrmachtssoldaten, die gegen Ende des Zweiten Weltkriegs am 7. April 1945 von US-amerikanischen Soldaten des 3. Bataillon/345. IR erschossen wurden, da einzelne Soldaten an einer Baumsperre, trotz sichtbaren Zeichens, sich ergeben zu wollen, den US-Kommandeur und Soldaten erschossen hatten. Des Weiteren fielen weitere 15 Wehrmachtssoldaten in einem verhältnismäßig großen Waldgebiet entlang der Langebergstraße bei Kämpfen mit den vorrückenden Amerikanern.
Am 1. Juli 1950 wurde die bis dahin eigenständige Gemeinde Engelsbach eingegliedert.
Heiligabend 1982 wurde aus Finsterbergen durch Vermittlung von Horst Kurt Greim erstmals ein Fernsehgottesdienst des ZDF aus der DDR übertragen, was als historisches Zeichen der Verbundenheit von Ost und West aufgenommen wurde.
Am 1. Dezember 2007 wurde Finsterbergen nach Friedrichroda eingemeindet. In diesem Zusammenhang wurden viele Straßen umbenannt, um Namensdopplungen mit Straßen in Friedrichroda zu vermeiden.

## Wirtschaft und Infrastruktur

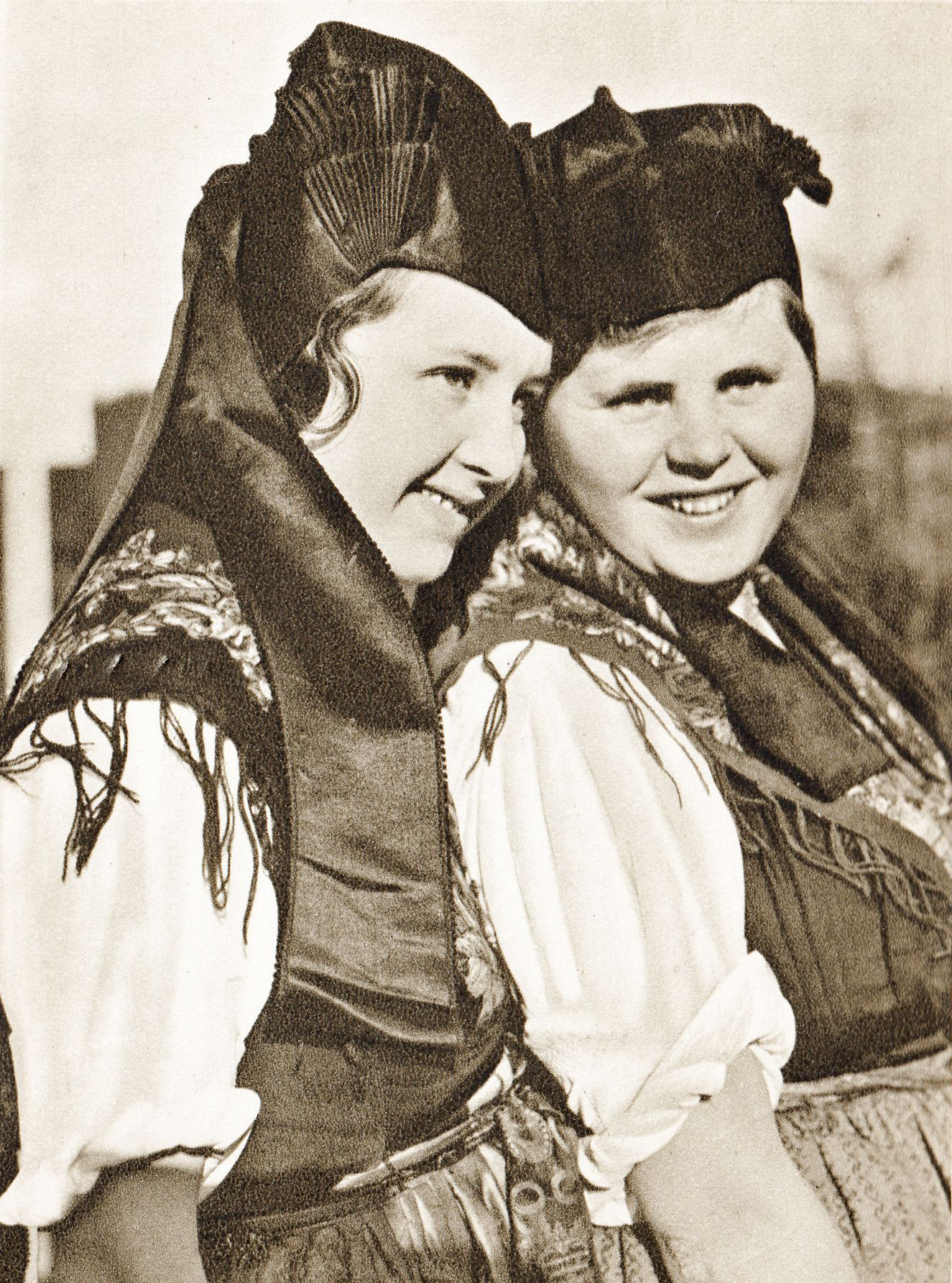
Tracht in Finsterbergen

Die Bewohner Finsterbergens waren noch im 19. Jahrhundert landesweit bekannt als Fuhrleute. Als mit dem Ausbau der Eisenbahn zunehmend das Fuhrmannswesen verdrängt wurde, fertigten zahlreiche Familien Puppenteile in Heimarbeit. Finsterbergen war auch bekannt für eigene Trachten, die bei Festlichkeiten getragen wurden.
Im Talgrund der Leina war die Kraft des Gebirgsbaches Anlass für den Bau mehrerer Hammerwerke und Sägemühlen, diese gingen in moderne Betriebe auf – eine Tischlerei, ein Sägewerk und ein Bus- und Fuhrunternehmen sitzen heute vor Ort.
Das Elend dieser Heimarbeiter inspirierte Martin Andersen Nexø, der im Winter 1910/11 in Finsterbergen weilte, zu der Novelle „Die Puppe“.

### Tourismus
Heute ist Finsterbergen ein vielbesuchter Erholungsort und besitzt auch ein kleines Heimatmuseum, einige Pensionen, zwei große Hotels, einen Reiterhof und ein Schwimmbad. Direkt im Ortskern an der Rennsteigstraße trifft man auf das Hotel Zur Linde. Das langjährige Traditionshotel Zur Tanne ist seit ca. 2019 geschlossen. Das auf der Anhöhe des Finsterbergs (552 m) errichtete Kurhaus Felsenstein wurde 1972 abgerissen, und an gleicher Stelle bis 1976 das FDGB-Ferienheim „Wilhelm Pieck“ mit 250 Betten errichtet. Nach der Wende wurde dieses modernisiert und wechselte mehrfach den Eigentümer und seinen Namen. Seit 2002 trägt es den Namen Tannhäuser Hotel Rennsteigblick.
In Finsterbergen existiert seit 1998 eine Parkeisenbahn mit 600 mm Spurweite, welche den Spitznamen „Flinker Lothi“ trägt.

### Verkehr
Drei Kilometer nordöstlich von Finsterbergen verläuft die Bundesstraße 88 Eisenach–Ilmenau. Die nächste Autobahnanschlussstelle ist Gotha-Boxberg, etwa 14 km nördlich gelegen.
Die Buslinien 844, 845 und 852 der Regionalen Verkehrsgemeinschaft Gotha verbinden Finsterbergen vor allem mit Friedrichroda (Entfernung: 7 km) und der Kreisstadt Gotha (Entfernung: ca. 20 km).
Der nächste Regional- und Straßenbahnanschluss besteht am Bahnhof Friedrichroda, der nächste Fernbahnhof ist Gotha an der Thüringer Bahn.

## Sehenswürdigkeiten
- Die Dreifaltigkeitskirche in Finsterbergen stammt aus dem Jahre 1730. Ab 1662 befand sich ein hölzerner Vorbau an gleicher Stelle.
- Ein Gedenkstein erinnert an die Tradition der jährlichen Sängertreffen.
- Das Ortsmuseum
- Besonders im oberen Ortsteil trifft man auf einige frisch renovierte Pensionsgebäude aus der Gründerzeit um 1900.
- Im Leinagrund unterhalb des Ortes befindet sich am Totenweg eine sehenswerte Brücke aus dem Jahr 1857.
- Im Ortsbild begegnet man an mehreren Plätzen alten Brunnenbecken. Die Wasserversorgung war für die Bewohner besonders im Winter problematisch.

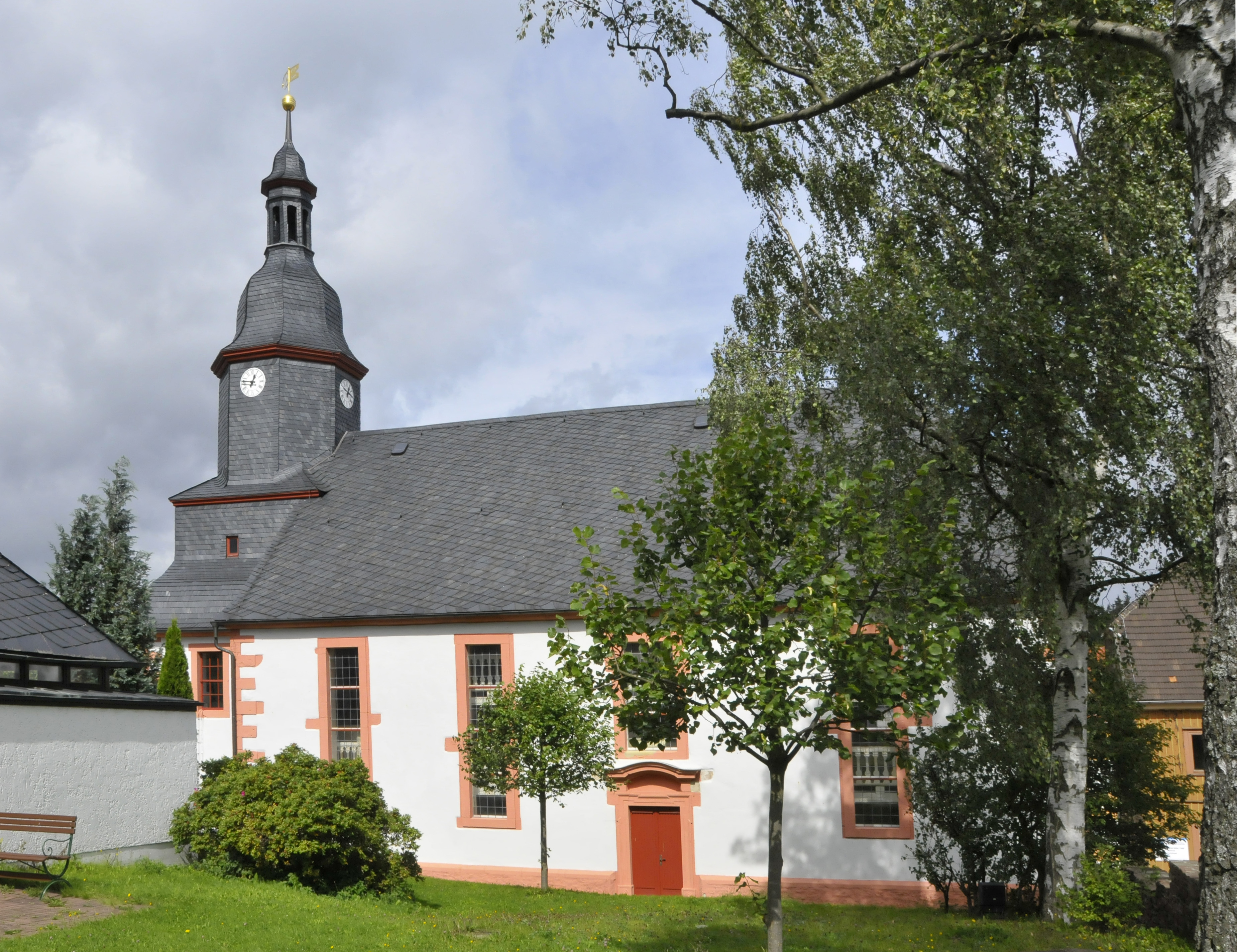
Dreifaltigkeitskirche
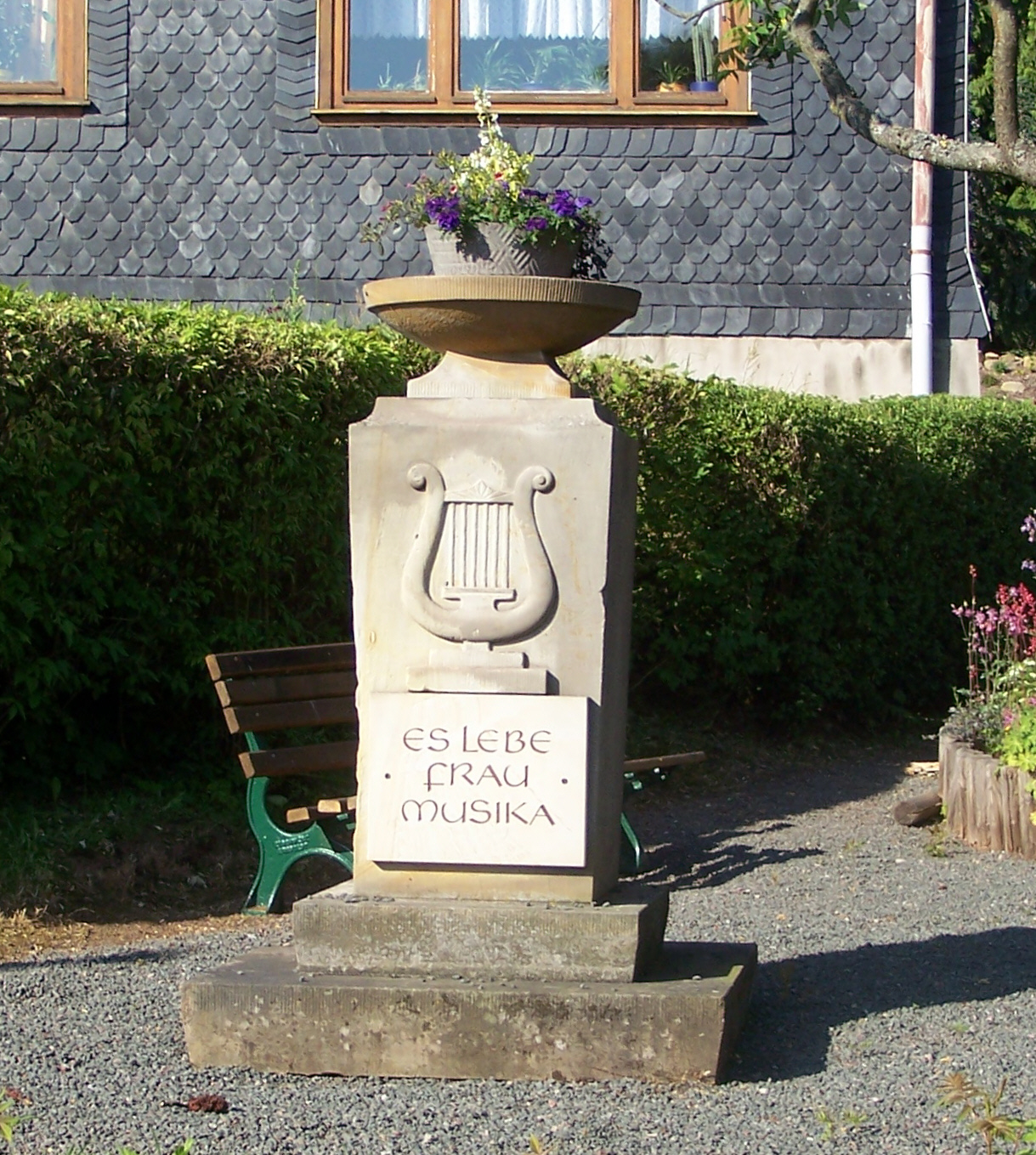
Musik-Gedenkstein
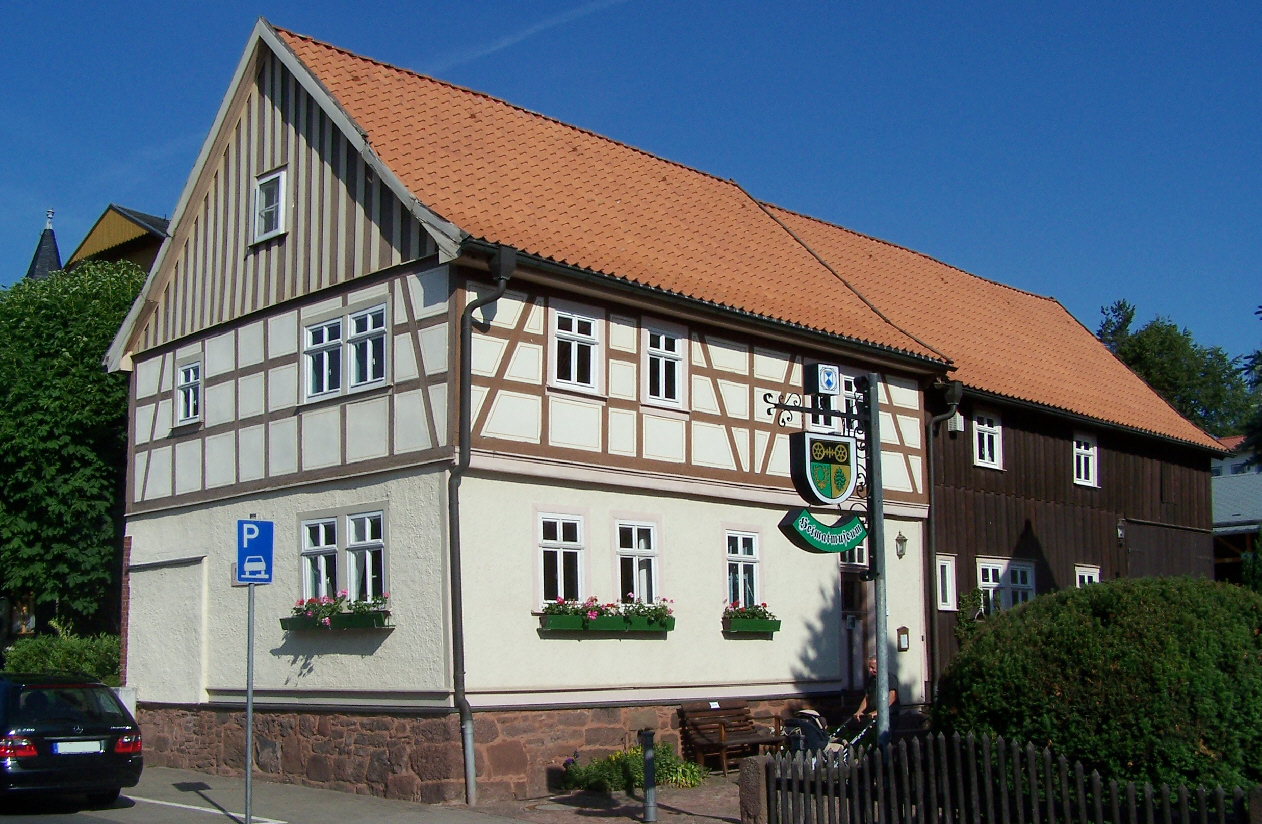
Ortsmuseum
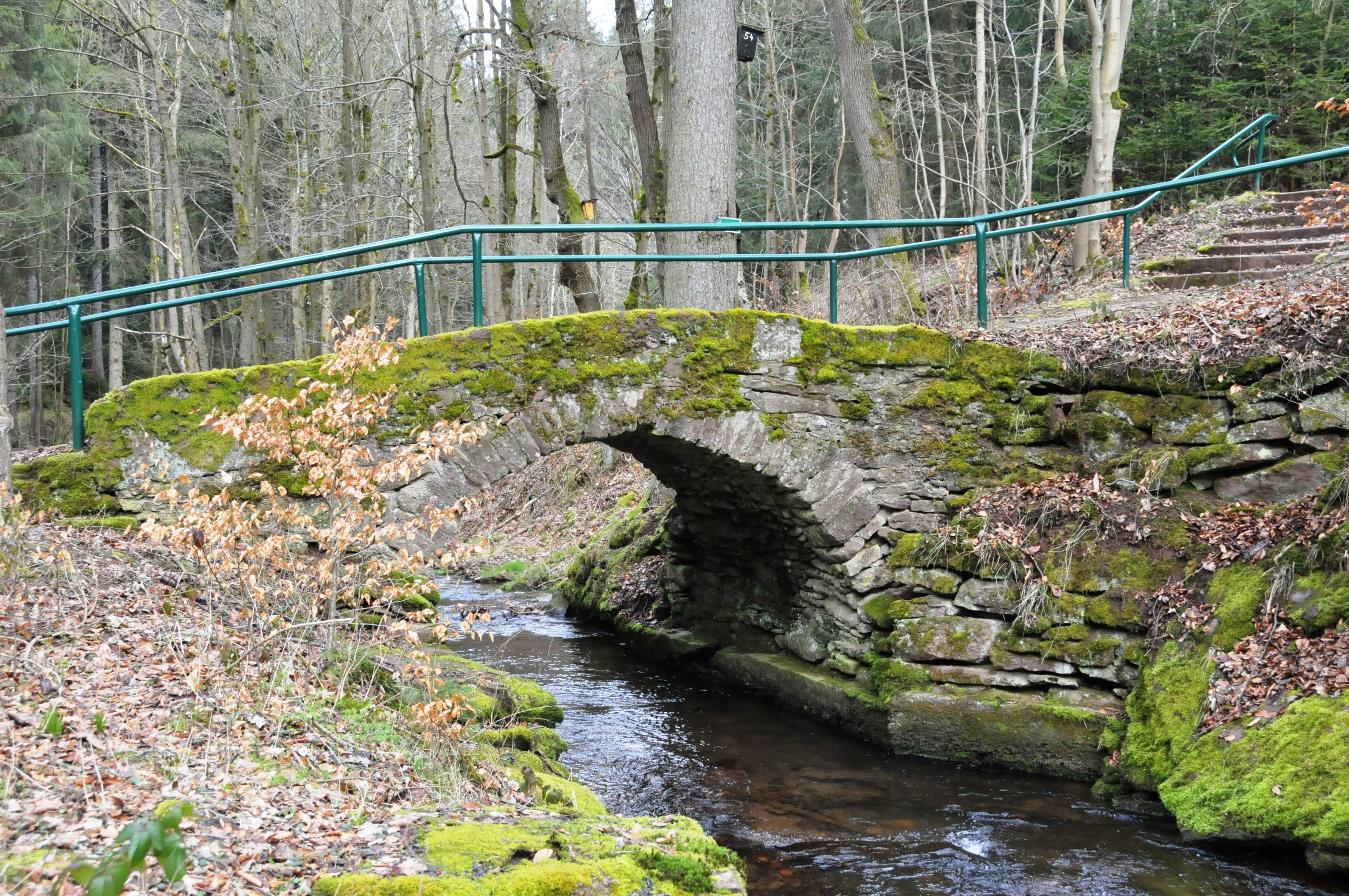
Brücke am Totenweg
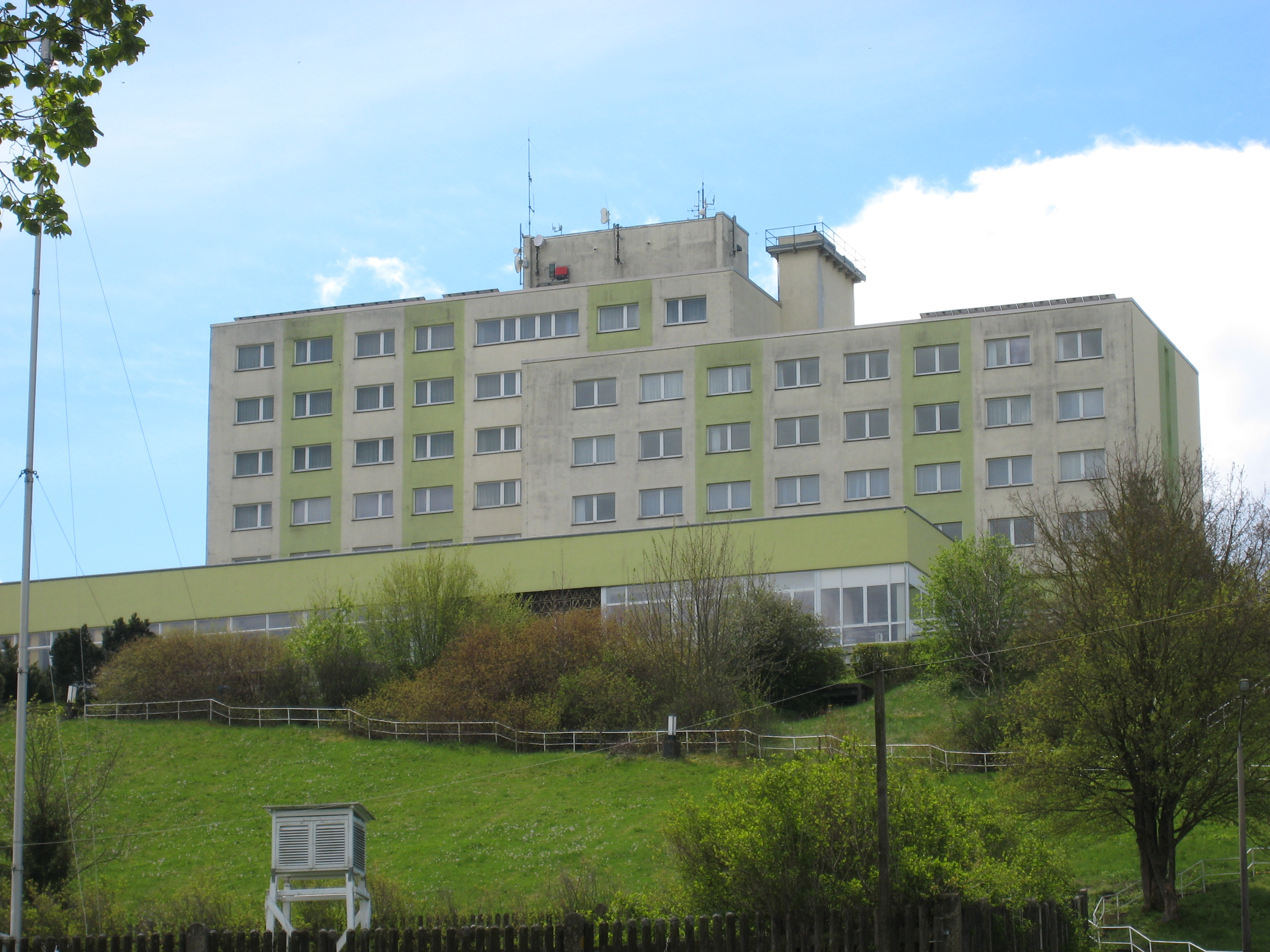
Hotel Rennsteigblick

## Persönlichkeiten
- Bert Sumser (1913–2009), Leichtathletiktrainer